# Максимова, Надежда Сергеевна
Надежда Сергеевна Максимова (род. 13 января 1942, Купино, Новосибирская область) — советский и российский государственный и политический деятель, действительный государственный советник РФ 2-го класса, депутат Государственной Думы IV, V, VI и VII созывов, член фракции «Единая Россия», заместитель председателя комитета Госдумы по бюджету и налогам, член счётной комиссии.

## Биография
В 1963 году окончила Московский финансовый институт по специальности «Экономист-финансист». В 2002 году защитила кандидатскую диссертацию в Институте региональных экономических исследований. Кандидат экономических наук.
По окончании вуза, с 1964 года, работала инспектором по бюджету Люберецкого райфинотдела Московской области. В 1966—1988 годах работала на различных должностях в Управлении финансирования промышленности и Бюджетном управлении Министерства финансов РСФСР. В 1988—1991 годах была заместителем Министра финансов РСФСР. В 1991—1998 годах — начальник Управления финансовых программ производственной инфраструктуры и потребительского рынка Минфина России. С 1998 года была руководителем департамента межбюджетных отношений Минфина. С января 2002 года работала заместителем Министра финансов Российской Федерации, в июле 2003 года освобождена от должности в связи с выходом на пенсию.
В декабре 2003 года была избрана депутатом Государственной Думы IV созыва по одномандатному избирательному округу № 16. В декабре 2007 года избрана депутатом Государственной Думы V созыва по спискам партии «Единая Россия».
В декабре 2011 года избрана депутатом Государственной Думы РФ VI созыва по списку «Единой России». В сентябре 2016 года баллотировалась в Госдуму по спискам «Единой России», избрана депутатом Государственной думы РФ VII созыва одномандатному избирательному округу № 35. 

## Законотворческая деятельность
С 2003 по 2019 год, в течение исполнения полномочий депутата Государственной Думы IV, V, VI и VII созывов, выступила соавтором 118 законодательных инициатив и поправок к проектам федеральных законов.

## Награды и звания
- Орден Дружбы
- Медаль ордена «За заслуги перед Отечеством» II степени
- Медаль «За трудовую доблесть»
- Медаль 100 лет со дня учреждения Государственной Думы"
- Заслуженный экономист Российской Федерации
- Отличник финансовой работы
- Почётная грамота Правительства Российской Федерации
- Почетная грамота Государственной Думы
- Почетная грамота Министерства здравоохранения Российской Федерации
- Благодарность Президента Российской Федерации
- Благодарность Правительства Российской Федерации
- Благодарность министра финансов Российской Федерации
- Медаль «МПА СНГ. 25 лет» (27 марта 2017 года, Межпарламентская ассамблея СНГ) — за заслуги в деле развития и укрепления парламентаризма, за вклад в развитие и совершенствование правовых основ функционирования Содружества Независимых Государств, укрепление международных связей и межпарламентского сотрудничества[8]